# 趙繼鼎 (天啓進士)
趙繼鼎（1577年—1659年），字景毅，號臺衡，山東濟南府德州衛（今德州市）人，明末清初御史。

## 生平
萬曆四十六年（1618年）戊午山东乡试三十一名，天啟二年（1622年）中壬戌科会试一百八名，三甲三百七名進士，大理寺观政，四年授福州府推官，本年本省同考，崇禎四年，選廣西道監察御史，管城工，管十庫，浙江巡按，九年陕西茶馬，十年南京刷卷。曾與呂黃鐘、陳贊化彈劾兵部尚書熊明遇誤國。崇禎十一年革職閒住。
順治元年（1644年）四月二十七日，與程先貞共推香河知縣朱帥𨨢為盟主，稱濟王。清取德州，殺大順州牧吳徵文，趙繼鼎與謝陞迎降，封官復原職，任浙江道監察御史。順治二年（1645年）四月十一日（癸亥），趙繼鼎上疏「奏請纂修《明史》，並博選文行鴻儒充總裁、纂修等官。」順治二年升大理寺左寺丞，三年升顺天府丞，五年升太仆寺卿，六年升太常寺卿，升左副都御史，督理京省錢法。順治八年（1651年），任都察院右都御史管户部右侍郎事。卒年八十三。

## 家族
曾祖趙子信。祖父趙铄，庠生。父趙汝南，廪生。母杨氏。继母周氏。慈侍下。兄继普（庠生）、继抃（庠生）、文焕（庠生）、文灿、弘勋（庠生）。弟继愚、弘祚（庠生）。子趙啓睿。